# Jiří Přibáň
Jiří Přibáň (* 25. srpna 1967 Praha) je český právník a sociolog, 25. června 2024 byl jmenován soudcem Ústavního soudu ČR.

## Životopis
Jiří Přibáň pochází z Odoleny Vody, vystudoval Dvořákovo gymnázium v Kralupech nad Vltavou a poté Právnickou fakultu Univerzity Karlovy (1985-1989), na které nastoupil v roce 1990 jako asistent a postupně získal docenturu (1997), titul doktora věd (2001) a profesuru v oborech právní teorie, filosofie a sociologie (2002). Je členem Učené společnosti České republiky, britské Academy of Social Sciences a Academia Europaea. V roce 2022 byl oceněn stříbrnou medailí Antonína Randy udělovanou Jednotou českých právníků.
V 90. letech absolvoval řadu studijních pobytů na univerzitách v Evropě, Spojených státech amerických a Jižní Africe. Od roku 1993 začal pravidelně spolupracovat s Cardiff University, kde se stal členem redakční rady Journal of Law and Society, postupně začal působit vědecky i pedagogicky a v roce 2006 získal profesuru. V roce 2014 zde také založil Centre of Law and Society, které vedl až do svého jmenování soudcem Ústavního soudu České republiky 25. června 2024.
Je autorem desítek knih a stovek studií, mezi jinými Sázka na svobodu (2024), Obrana ústavnosti (2014) a trilogie dialogů s novinářem Karlem Hvížďalou Hledání dějin (2018), Hledání odpovědnosti (2021) a Hledání smyslu (2013). Anglicky vydal především volnou trilogii monografií o ústavní sémantice Legal Symbolism (2007), Sovereignty in Post-Sovereign Society (2015) a Constitutional Imaginaries (2022) a také knihu Dissidents of Law (2002) zabývající se politickým disentem v komunistických režimech a jeho právně teoretickým a filosofickým významem.
Jako hostující profesor nebo vědecký pracovník působil na řadě akademických institucí po celém světě, například na University of California v Berkeley, New York University, University of New South Wales v Sydney, University of Pretoria, University of San Francisco, European University Institute ve Fiesole nebo Koninklijke Vlaamse Academie v Bruselu. Za vědeckou práci získal řadu ocenění, například The Socio-Legal Theory and History Book Prize udělovanou Socio-Legal Studies Association v roce 2016 za monografii Sovereignty in Post-Sovereign Society.
V roli nezávislého odborníka vypracoval různé studie a zprávy pro ústavní a mezinárodní instituce, například Sněmovnu lordů Parlamentu Spojeného království nebo Organizaci spojených národů.
Kromě akademické práce se věnuje také publicistické činnosti a již během studií se aktivně podílel na vzniku a působení nezávislých studentských časopisů. Pravidelně přispívá do českých i mezinárodních médií, píše eseje o umění a kultuře, které vyšly v knihách Pod čarou umění (2008) a Obrazy české postmoderny (2010). V roce 2020 vydal knihu esejů Italské črty ilustrovanou malířem Jakubem Špaňhelem

### Ústavní soudce
V dubnu 2024 jej prezident Petr Pavel navrhl na funkci ústavního soudce. V červnu 2024 Senát nominaci prezidenta schválil, pro návrh hlasovalo 50 z 66 hlasujících senátorů. 25. června 2024 byl jmenován soudcem Ústavního soudu.

## Postoje
Jiří Přibáň sám sebe označuje za příslušníka "generace devětaosmdesátníků", pro kterou, jak zdůrazňuje v knize Sázka na svobodu, svoboda představuje základní hodnotu i výzvu. S tím souvisí i jeho kritické hodnocení fundamentalismu v nejrůznějších politických, morálních, náboženských a ideologických formách. 
Ve vědecké práci vychází z teorie sociálních systémů a kriticky rozvíjí především myšlenky sociologa a filosofa Niklase Luhmanna nebo právních teoretiků a sociologů Gunthera Teubnera, Rogera Cotterrella, Davida Nelkena a Chrise Thornhilla. 
Filosoficky a eticky je mu blízká tradice liberálního myšlení Isaiaha Berlina nebo Ernesta Gellnera a jeho esejistické dílo nepřímo navazuje na Čapkův pragmatismus a Masarykovo pojetí demokracie a humanity.

## Vybrané publikace
- Přibáň, J. 1996. Sociologie práva. Praha: Sociologické nakladatelství.
- Přibáň, J. 1997. Právo a hranice tolerance. Praha: Sociologické nakladatelství.
- Přibáň, J. 1998. Suverenita, právo a legitimita v kontextu moderní filosofie a sociologie práva. Praha: Karolinum.
- Přibáň, J. 2001. Právo a politika konverzace: texty o postmoderních nejistotách, spravedlnosti v právu a politické paměti. Praha: GplusG.
- Přibáň, J. 2001. Disidenti práva. Praha: Sociologické nakladatelství.
- Přibáň, J. 2002. Dissidents of law: on the 1989 velvet revolutions, legitimations, fictions of legality and contemporary version of the social contract. Law, Justice and Power. London: Routledge.
- Přibáň, J. 2004. Jací můžeme být? Podoby demokracie a identity v multikulturní situaci [How Can We Exist? Different forms of democracy and identity in the multicultural condition]. Prague: Sociologické nakladatelství.
- Přibáň, J. 2007. Legal symbolism: on law, time and European identity. Applied Legal Philosophy. London: Routledge.
- Přibáň, J. 2007. Právní symbolismus. Praha: Filosofia.
- Přibáň, J. 2008. Pod čarou umění. Praha: KANT.
- Přibáň, J. 2011. Obrazy české postmoderny.  Praha: KANT.
- Přibáň, J. 2013. Tyranizovaná spravedlnost: rozhovory s K. Hvížďalou. Praha: Portál.
- Přibáň, J. 2013. Pictures of Czech Postmodernism. Prague: KANT Publishing.
- Přibáň, J. 2014. Obrana ústavnosti aneb česká otázka v postnacionální Evropě. Praha: Sociologické nakladatelství.
- Přibáň, J. 2015. Sovereignty in post-sovereign society: A systems theory of European constitutionalism. Applied Legal Philosophy. London: Routledge.
- Přibáň, J., Schwartz, G. and Severo Rocha, L. 2015. Sociologia sistemico-autopoietica das constituicoes [A Sociology of Autopoietic Systems of Constitutions] Livraria Do Advogado Editora [portugalsky].
- Přibáň, J. 2017. The Defence of Constitutionalism. Prague/Chicago: Karolinum Press/University of Chicago Press.
- Přibáň, J. 2018. Hledání dějin: o české státnosti a identitě. Rozhovory s Karlem Hvížďalou. Praha: Karolinum.
- Přibáň, J. 2019. In Quest of History: on Czech Statehood and Identity. Prague/Chicago: Karolinum Press/University of Chicago Press.
- Přibáň, J. 2021. Hledání odpovědnosti. Dialogy s K. Hvížďalou. Praha: Karolinum.
- Přibáň, J. 2022. Constitutional Imaginaries: A Theory of European Societal Constitutionalism. London: Routledge.
- Přibáň, J. 2023. Hledání smyslu. Esejistický dialog s K. Hvížďalou [In Quest of Meaning. An Essayistic Dialogue with K. Hvížďala]. Prague: Karolinum Press.
- Přibáň, J. 2024. Sázka na svobodu. Praha: Karolinum.